# Kaludy
Kaludy (biał. Калюды; ros. Колюды, Koludy) – wieś na Białorusi, w obwodzie homelskim, w rejonie kormańskim, w sielsowiecie Karoćki.